# 林光
林 光（はやし ひかる、1931年10月22日 - 2012年1月5日）は、日本の作曲家である。

## 経歴

### 幼少期から芸大まで
1931年10月22日東京府東京市牛込区神楽坂 (現在の東京都新宿区神楽坂) に生まれる。フルート奏者林リリ子は従姉。光の父である林義雄（旧姓・風間）は佐渡生まれの慶應義塾大学医学部出身の医師で、林髞の妹の婿養子となり、ベルリン留学ののち、日本大学医学部教授を務めていた。「音声学の権威であり、臨床医としても、ほとんどの声楽家や演劇人のノドを診てきた名医であった」。尾高尚忠とはベルリン留学中に知り合い、帰国後も親しく交流していた。
1934年、園田高弘の父園田清秀が指導する自由学園幼児生活団に入る。その後自由学園初等部に進み、1945年慶應義塾普通部入学。1948年慶應義塾高等学校進学。高校の同級生に小林亜星、冨田勲、小森昭宏らがいた。1951年東京芸術大学音楽学部作曲科に入学。
9歳の頃より父の親友である尾高尚忠に師事し、少年ながらも室内楽作品、管弦楽作品など大人顔負けの作品を多く作曲した。尾高が『フルート協奏曲』改訂版の最終ページのオーケストレーションを残して1951年に急逝した際、それを補筆完成したのは当時19歳の林光であった。尾高の死後は池内友次郎に師事した。また、慶應義塾高等学校在学当時、同校で教鞭を執っていた遠山一行の授業を受けたことを終生誇りにしていた。高校での同窓にフルート奏者でリリ子の門下である峰岸壮一や演劇の浅利慶太などがおり、音楽と演劇の接点を体験した。浅利や日下武史らと演劇部を結成したり、父の知人千田是也の縁で俳優座の音楽も作曲した。またうたごえ運動や民衆芸術にも興味を抱くようになった。東京藝術大学の作曲科では、作曲を池内友次郎、ピアノを田村宏、安川加寿子に師事する。在学中の1953年1月に自作『交響管弦楽のための1章』が東京交響楽団定期演奏会で演奏されたが、学外作品発表を巡る学校側の対応や体質に疑問を抱き、中退した。

### 芸大中退以降
1953年9月には外山雄三、間宮芳生らと共に「山羊の会」を旗揚げした。同年『交響曲ト調』で芸術祭賞を受賞、1956年には『オーケストラのための変奏曲』で尾高賞を受賞し、一躍注目されるようになる。
器楽曲の作曲と並行して日本語によるオペラにも早くから取り組み、『裸の王様』（1955年）、『あまんじゃくとうりこひめ』（1958年）、『絵姿女房』（1961年）を次々発表し、この分野で名声を博す。1975年にはオペラシアターこんにゃく座の音楽監督兼座付き作曲家となった。
声楽曲では社会の動静に敏感に反応した作品を発表し、広島で被爆した詩人原民喜の詩に着想した合唱組曲『原爆小景』を、1958年から2000年まで40年に渡り作曲し、高く評価された。このほか、宮沢賢治の作品の音楽化をライフワークとし、2000年には賢治の全詩作品を収めた『賢治の音楽室』を小学館から刊行した。「ソング」と呼ぶ小規模な歌曲作品には労働運動や平和運動に関係したものも多い。また、日本教職員組合の教育研究全国集会音楽分科会の助言者（講師）を長く務めた。
1956年の木村荘十二監督『森は生きている』以降映画音楽も多数手がけているが、中でも新藤兼人監督作品は、1959年の『第五福竜丸』から遺作『一枚のハガキ』まで、そのほとんどを担当した。劇音楽では劇団黒テントの佐藤信監督との共同作業がよく知られている。
1990年にはサントリー音楽財団の「作曲家の個展」で委嘱作品『八月の正午に太陽は…』を含む作品が演奏された。1996年、『ヴィオラ協奏曲悲歌』で第44回尾高賞を受賞。1998年にオペラシアターこんにゃく座で上演した『吾輩は猫である』でサントリー音楽賞を受賞した。
著書には『日本オペラの夢』（岩波書店）、『音楽の学校』（一ッ橋書房）など多数ある。2008年には、主要作品をCD20枚に収め詳細な解説を付し、関係者インタビューなども収載した『林光の音楽』が小学館から刊行された。

### 晩年・没後
2011年9月24日に自宅前で転倒して頭を打ち、入院・療養していたが、2012年1月5日、東京都内の病院で死去した。80歳没。
死後、そのコレクション2,910点が、国立国会図書館に収められ、2018年から公開されている。

## 家族
- 父・林義雄 ‐ 耳鼻咽喉科医師、音声医学専門医。佐渡畑野村の内科小児科医・風間準平の二男で、東京の林医院の入婿。慶応義塾大学医学部卒業後、同大耳鼻咽喉科教室医局部長、日大医学部教授、東洋病院院長などを務めた。[19][20]
- 母・誠子 ‐ 耳鼻科整形外科「林医院」院長・林熊男の三女。三輪田高等女学校、自由学園高等部卒。[19]
- 伯父・木々高太郎 ‐ 母の兄。その長男に林峻一郎。[19]
- いとこ・風間茂子 ‐ 父の兄の娘。妹尾河童の妻。エッセイスト。[21]
- 親戚・林リリ子（璃々子） ‐ フルート奏者。耳鼻咽喉科医師・杉浦右門の長女。杉浦が光の伯母（母の姉）と結婚し、りり子は光の祖父・林熊雄の養女となった。[22][19]

## 受賞歴
- 第8回芸術祭大賞（1953年）、第27回芸術祭大賞（1972年）、第37回芸術祭大賞（1982年）
- 第14回毎日映画コンクール音楽賞（1959年）、第37回毎日映画コンクール音楽賞（1982年）[23]
- 第4回尾高賞（1956年）、第44回尾高賞（1996年）
- 第10回ブルーリボン賞音楽賞（1959年）
- 第5回武井賞（1960年）
- モスクワ国際映画祭作曲賞（1961年）
- 紫綬褒章（1996年）
- 第30回サントリー音楽賞（1998年）[12]
- 第66回毎日映画コンクール音楽賞[24]

## 主な作品

### 管弦楽作品
- こどもの交響曲（1942年）
- 序曲ハ短調（1944年）
- フルートと管弦楽のための牧歌（パストラーレ）（1946年）
- スケルツォ・サンフォニック ニ短調（交響的スケルツォ）（1946年）
- 交響管弦楽のための一章（1952年-1953年）
- 交響曲ト調（第1番）（1953年）
- 管弦楽のための変奏曲（1955年）
- オーケストラの音楽（1965年）
- 祝典序曲（1976年）
- 鳥たちの祈り（1982年）
- 交響曲第2番『さまざまな歌』（1983年）
- 吹き抜ける夏風の祭（1985年）
- 第3交響曲『八月の正午に太陽は…』（1990年）
- ヴィオラ協奏曲『悲歌』（1995年） 第44回尾高賞受賞
- オーケストラのための童話『セロ弾きのゴーシュ』

### 室内楽・独奏作品
- ピアノのためのメヌエット（1940年）
- ヴァイオリンとピアノのためのポルカ（1941年）
- 香港入城（1941年） ピアノのための26小節の行進曲。尾高尚忠の助言により管弦楽編成版も作曲された。
- 2本のソプラノ・リコーダーのための二重奏曲（1942年）
- フルート、ヴァイオリンとチェロのためのガヴォット（1943年）
- フルートとピアノのためのセレナーデ（1944年）
- フルートとピアノのためのノクチュルヌ（1944年）
- 2本のフルートのためのソナタ ニ長調（1944年）
- フルートとピアノのためのファンタジア（1945年）
- ピアノのための変奏曲（1946年）
- 尾高尚忠の主題による4本のフルートのための主題と変奏（1947年）
- ピアノソナタ第1番（1965年）
- フルートソナタ『花のうた』（1967年）
- ピアノソナタ第2番『木々について』（1981年）
- パラフレーズ（『裸の島』の主題による）（無伴奏チェロ、1987年）
- ピアノソナタ第3番『新しい天使』（1987年）
- 弦楽四重奏曲『レゲンデ』（1990年）
- ピアノ三重奏曲『烏（からさ）』（1996年）
- 葡萄と小鳥《丸山亜季「小鳥とぶどう」による変奏曲》(ピアノ、1997年)

### 吹奏楽
- 受難のはじまり（1966年）混声合唱と管楽合奏
- 架空オペラ組曲（1981年） 独奏ユーフォニアムと吹奏楽
- プロメテウスの火（1988年）
- 雨の曲（2011年）児童合唱と吹奏楽

### 舞台作品

#### 劇音楽
- 森は生きている
- セツアンの善人
- 巨匠

#### オペラ
- 森は生きている
- 絵姿女房
- 白墨の輪
- セロ弾きのゴーシュ
- あまんじゃくとうりこひめ
- おこんじょうるり

#### その他
- 音楽劇『革トランク・賢治の東京』

### 歌曲
- 四つの夕暮の歌（谷川俊太郎） - 混声合唱版あり。
- 「道」「空」「子供と線路」〜ソプラノとフルートのための （谷川俊太郎）

#### ソング
下の「合唱作品」に含まれるものも少なくない。
- たたかいの中に（1952年 高橋正夫）
- うたごえよ明日のために（1954年 片羽登呂平）
- うた（佐藤信）
- 八匹目の象の歌（ベルトルト・ブレヒト/長谷川四郎訳）
- ねがい（佐藤信）
- 花のうた（佐藤信）
- 銀河のそこで歌われた愛の歌（廣渡常敏）
- 朝に晩に読むために（ベルトルト・ブレヒト/野村修訳）
- 歩くうた（谷川俊太郎）
- 魚のいない水族館（佐藤信）
- 壁のうた（斎藤憐）
- 旗はうたう（林光）
- 告別（エドウィン・カストロ原詩、林光詩）
- 流れる水と岩の歌（林光）
- ひとつ名前の兄弟の歌（林光）
- けっして来ない聖者の日（ベルトルト・ブレヒト/長谷川四郎、林光訳）
- 三十五億年のサーカス（佐藤信）
- 夢へ（林光）
- 空はあかね色（もろさわようこ）
- 花咲かそ（鎮魂歌）（宮本研）
- ポラーノの広場のうた（宮沢賢治）
- 伝説の広場の歌（林光）
- 三十六番地のシャンソン（山元清多）
- 岩手軽便鉄道の一月（宮沢賢治）

### 合唱作品
- 蹄鉄屋の歌（1959年 小熊秀雄）
- 原爆小景（1958年 - 2001年 原民喜の詩による）
1958年に「混声合唱のためのカンタータ第1番」として「水ヲ下サイ」を発表し〔後に「原爆小景」第1楽章となる〕、その後1971年に第2楽章「日ノ暮レチカク」、第3楽章「夜」を作曲したが、最終楽章「永遠のみどり」を作曲せずに出版。完結版が刊行されたのは2003年。）
- 混声合唱・ヴィブラフォン、ピアノのための「動物の受難」（1961年 岩田宏）
- 黒い歌（1964年 ヴォカリーズ）
- ことばの歌（1969年 藤田圭雄） - NHK全国学校音楽コンクール中学校の部課題曲
- 死んだ男の残したものは（谷川俊太郎詩　武満徹作曲の歌をピアノ伴奏付き混声合唱曲に編曲）
- 火の夜 〜宗左近「炎える母」による（1972年）
- 混声合唱のための「日本抒情歌曲集」（1964年 - 1975年）
- 島こども歌 1 －沖縄童歌－ 〜童声（あるいは女声）合唱とピアノのために（1980年）
- 混声合唱とピアノのための「木のうた」（1980年 木島始）
- 混声合唱、ピアノと一対の笛のための「鳥のうた」（1982年 木島始）
- 長くて短い六つの歌（1984年）
- 明日ともなれば（1986年 フェデリコ・ガルシーア・ロルカ/長谷川四郎訳）
- いつも風 流れる川（1986年 宗左近）
- おとずれ 男声合唱のための ～太宰治「トカトントン」より～ (1986年 加藤直)
- 巨木のうた（1987年 木島始） - NHK全国学校音楽コンクール高等学校の部課題曲
- コメディア・インサラータ（1988年 俵万智）
- ザ・カーニバル あるいは 自由への道（1988年）
- 混声合唱とピアノのために「月 わたし 風」（1992年 宗左近）
- 哀しみの歌 〜六群の男声合唱のための－万葉集巻八による－（1993年）
- 炎の谺（1994年 宗左近）
- 混声合唱とピアノのための「コメディア・チォッコラータ」（1998年 俵万智）
- 混声合唱とピアノのための「花と鳥と木々の歌」（1998年 立原道造）
- 混声合唱とピアノ四手連弾（あるいは2台ピアノ）のために「春の曲」（2002年）
- カザルスのために（2002年 カタロニア民謡「鳥の歌」による）
- 混声合唱とピアノのための「うつくしいのはげつようびのこども」（2003年 マザーグースによる）
- 男声合唱のための「日本抒情歌曲集」（1992年 - 2004年）
- 女声合唱とピアノのための「天使のせいぞろい」（2004年 谷川俊太郎『クレーの天使』による）

### 映画音楽

#### 新藤兼人監督作品
- 第五福竜丸（1959年）
- 裸の島（1960年）第2回モスクワ映画祭作曲賞
- 人間（1962年）
- 母（1963年）
- 鬼婆（1964年）
- 悪党（1965年）
- 藪の中の黒猫（1968年）
- 裸の十九才（1970年）
- わが道（1974年）
- 竹山ひとり旅（1977年）
- 北斎漫画（1981年）
- ブラックボード （1986年）
- 落葉樹（1986年）
- さくら隊散る（1988年）
- 濹東綺譚（1992年）
- 午後の遺言状（1995年）
- 生きたい（1999年）
- 三文役者（2000年）
- ふくろう（2004年）
- 石内尋常高等小学校 花は散れども（2008年）
- 一枚のハガキ（2011年）第66回毎日映画コンクール音楽賞

#### 大島渚監督作品
- 日本春歌考（1967年）
- 忍者武芸帳（1967年）
本作には木下藤吉郎役で声の出演もしている。
- 絞死刑（1968年）
- 帰って来たヨッパライ（1968年）
- 少年（1969年）

#### その他の映画
- 影なき声（1958年、鈴木清順監督）
- 荷車の歌（1959年、山本薩夫監督）
- 人間の壁（1959年、山本薩夫監督）
- 危険な女（1959年、若杉光夫監督）
- 武器なき斗い（1960年、山本薩夫監督）
- 名もなく貧しく美しく（1960年、松山善三監督）
- 松川事件（1961年、山本薩夫監督）
- 女ばかりの夜（1961年、田中絹代監督）
- あれが港の灯だ（1961年、今井正監督）
- 秋津温泉（1962年、吉田喜重監督）
- ぶらりぶらぶら物語（1962年)
- 真田風雲録（1963年、加藤泰監督）
- 幕末残酷物語（1964年、加藤泰監督）
- 甘い汗（1964年、豊田四郎監督）
- 大阪ど根性物語 どえらい奴（1965年、鈴木則文監督）
- 女の中にいる他人（1966年、成瀬巳喜男監督）
- 華岡青洲の妻（1967年、増村保造監督）
- 日本解放戦線 三里塚の夏（1968年、小川紳介監督）
- 千羽鶴（1969年、増村保造監督）
- でっかいでっかい野郎（1969年、野村芳太郎監督）
- 極道ペテン師（1969年、千野皓司監督）
- でんきくらげ（1970年、増村保造監督）
- やくざ絶唱（1970年、増村保造監督）
- 恋の夏（1972年、恩地日出夫監督）
- 鬼の詩（1975年、藤本義一監督）
- 動脈列島（1975年、増村保造監督）
- 聖職の碑（1978年、森谷司郎監督）
- 日本フィルハーモニー物語 炎の第五楽章（1981年、神山征二郎監督）
- 未完の対局（1982年、佐藤純彌・段吉順監督）
- 卍（1983年、横山博人監督）
- 湯殿山麓呪い村（1984年、池田敏春監督）
- 軍隊をすてた国（2002年、山本洋子監督）

### 放送音楽
- 煉獄（1960年、九州朝日放送）
- 二十四の瞳（1964年4月17日-7月10日、東京12CH（現・テレビ東京）制作ドラマ）
- みんなの科学（1965年 - 1980年、NHK教育テレビ）
- バンパイヤ（1968年 - 1969年、CX）
- 国盗り物語（1973年、NHK大河ドラマ）
- おんな浮世絵・紅之介参る!（1974年 - 1975年、日本テレビ）
- 野口英世伝 光は東方より（1976年、TBS）
- 花神（1977年、NHK大河ドラマ）
- 夫婦（1978年、NHKドラマ人間模様）
- 優しさごっこ（1978年、NHKFM「ラジオ劇場」）＊（弾き歌いナレーター）
- 松本清張シリーズ・天城越え（1978年、NHK土曜ドラマ）
- 松本清張シリーズ・虚飾の花園（1978年、NHK土曜ドラマ）
- 松本清張シリーズ・一年半待て（1978年、NHK土曜ドラマ）
- 松本清張シリーズ・火の記憶（1978年、NHK土曜ドラマ）
- 人間は何をつくってきたか　交通博物館の世界（1980年、NHK）
- ザ・商社（1980年、NHK）
- 遠雷と怒涛と（1982年、NHK土曜ドラマ）
- 街・若者たちは今（1982年、NHKドラマ人間模様）
- 山河燃ゆ（1984年、NHK大河ドラマ）
- 真田太平記（1985年 - 1986年、NHK新大型時代劇）
- 円空（1988年、NHK）
- 夕陽をあびて（1989年、NHK）

他

## 著書
- 死滅への出発 評論集（三一書房、1965年）
- 林光音楽の本（晶文社、1971年）
- 林光音楽教育しろうと論（一ツ橋書房、1974年）
- エンビ服とヒッピー風　音楽エッセイ集（晶文社、1974年）
- 母親がかわれば社会がかわる　河崎なつ伝（草土文化、1974年）
- ブロウチェク世界歌劇場（晶文社、1975年）
- 楽士の席から　私の戦後音楽史（晶文社、1978年）
  - 『私の戦後音楽史――楽士の席から』として2004年、平凡社[平凡社ライブラリー]から刊行。
- ひとりのゴーシュとして（一ツ橋書房、1979年）
- 音楽のつくりかた　林光仕事日記（晶文社、1981年）
- わたしの日本音楽史（晶文社、1984年）
- 歩き方を探す（一ツ橋書房、1984年）
- ゴーシュの仕事場（一ツ橋書房、1988年）ISBN 4-89197-073-1
- 日本オペラの夢（岩波書店[岩波新書]、1990年）ISBN 4-00-430118-1
- 音楽の学校（一ツ橋書房、1990年）
- 林光歌の学校（晶文社、1993年）ISBN 4-7949-6146-4
- 森は生きている（一ツ橋書房、1996年）ISBN 4-89197-098-7 - 同名のオペラの台本。
- 作曲家の道具箱（一ツ橋書房、2003年）ISBN 4-89197-121-5
- 林光の音楽（小学館、2008年）ISBN 978-4-09-480161-3[15]

## 編著
- 生命を生み出す母親は生命を育て生命を守ることをのぞみます 母親たちの記録（編著、太郎書店、1968年）[25]
- 聞き書き井上頼豊（井上頼豊著、外山雄三・林光編、音楽之友社、1996年）ISBN 4-276-20168-3